# Liste der Träger des Order of Newfoundland and Labrador
In dieser Liste sind die Träger des Order of Newfoundland and Labrador chronologisch aufgeführt.

## 2004
- Edgar Baird
- Gary Graham
- Paul Johnson
- Joanne MacDonald
- Susan Patten
- Linda Peckford
- Henry Shouse
- James Tuck
- Otto Tucker

## 2005
- Tim Borlase
- Tom Cahill
- Desmond Dillon
- Susan Knight
- Ingeborg Marshall
- Shane O’Dea
- Deborah (Debbie) Powers
- Janet Story

## 2006
- Mary Furey
- Kathrine Bellamy, RSM
- Bessie Merrigan
- Tobias McDonald
- Mike Adam
- Jamie Korab
- Brad Gushue
- Mark Nichols
- Russ Howard

## 2007
- Barbara Barrett
- Elsa Helen Flack
- Elinor Gill Ratcliffe
- Paul O’Neill
- Nigel Rusted
- Frances Sweetland
- Henry Vokey
- Malcolm "Max" Winters
- Shirley Brooks-Jones

## 2009
- Gerard Cantwell Blackmore
- Donna J. Butt
- Jon Lien
- Hazel R. Newhook
- Gladys Manuel Osmond
- John Crosbie Perlin
- Margaret Pike
- Geoffrey Alan Perry
- Geoffrey William Stirling

## 2011
- Melbourne Alton Best
- Angus A. Bruneau
- Elizabeth Davis
- Frances Elizabeth Ennis
- Susan Green
- Wayne Nesbit
- Ches Penney
- Lanier W. Phillips
- Frances Vardy

## 2012
- Janet Cox
- Tom Dawe
- Freida Gabrielle Faour
- John C. Ford
- Mary Dyer Gordon
- Constance Howley
- Captain Sidney J. Hynes
- Susan Frances Williams

## 2013
- Bridget Foster
- Jane Stuart Green
- General Rick Hillier
- Margaret Kearney
- Colleen Kennedy
- Gilbert Linstead
- Sara Rita Sexton
- Kevin St. George

## 2014
- Selma Barkham
- Harry Blackmore
- Shannie Duff
- Janet Gardiner (posthum)
- Earl Ludlow
- David Parsons
- Sterling Peyton
- Frank Tibbo
- Calvin White

## 2016
- Noel Browne
- Thomas J. Foran
- William D. Mahoney, OMM, CD
- Melba Rabinowitz
- Philip Riteman, ONS
- Cheryl Stagg
- Kellie Walsh
- Clyde K. Wels, QC
- Vincent Withers, CM

## 2017
- Marie Ryan
- Terence Goodyear
- Kathleen Pratt LeGrow
- Frederick David Smallwood
- Robert Mellin
- Wayne Miller
- Falah Maroun
- Katarina Roxon

## 2018
- Joseph Butler
- Richard Cashin
- Paula Dawe
- Arthur G. Elliott
- Darryl Fry
- Cassandra Ivany
- Kaetlyn Osmond
- Odelle Pike
- John Christopher Pratt
- Lloydetta Quaicoe

## 2019
- Jim Burton
- Elaine Dobbin
- Robert Lyall
- Helen Murphy
- Myles Murphy
- Susan Rose
- Gordon Slade
- Bruce Templeton

## 2021
- John R. Barrett
- David Gordon Bradley
- N. Louise Bradley
- Fred Budgell
- Alice M. Collins
- Marlene Creates
- Donald B. Dingwell, OC
- Lester C. Powell
- Ted O. Rosales